# Teatro (Guaguas Municipales)
La Estación de Teatro de Las Palmas de Gran Canaria, también conocida como Estación de Teatro Pérez Galdós, es una de las estaciones de guaguas más importante de la ciudad. Esta es una de las principales terminales de las líneas de Guaguas Municipales y se encuentra frente al emblemático Teatro Pérez Galdós, edificio que le da nombre. La estación se localiza a pocos metros de la Calle Mayor de Triana, al Barranco Guiniguada y al Barrio de Vegueta. Próximamente albergará una de las dos terminales de la principal línea de alta capacidad de la MetroGuagua. Se prevé que la parada adaptada al BRT esté inaugurada en 2023, fecha en la que se estima que el servicio sea puesto en funcionamiento. Actualmente, aun no han comenzado las obras para adaptarla a este servicio de alta capacidad. En esta terminal hay puntos de venta y recarga de bonos de guagua. 

## Accesos
- Avenida Rafael Cabrera
- Calle Miguel de Cervantes
- Plaza Tenor Stagno

## Líneas y conexión[1]

#### Guaguas Municipales[2]
Desde el 16 de abril de 2021:
| Andén          | Línea | Origen               | Destino                | Trayecto                                                                               |     |
| -------------- | ----- | -------------------- | ---------------------- | -------------------------------------------------------------------------------------- | --- |
| 1              | 80    | Teatro               | San Francisco          | Solo de lunes a viernes                                                                | 988 |
| 2              | 82    | Teatro               | La Paterna             |                                                                                        | 992 |
| 3              | 8     | Teatro               | Lomo de La Cruz        | Solo de lunes a viernes                                                                | 986 |
| 3              | 84    | Teatro               | Lomo de La Cruz        | Solo fines de semana y festivos. Por San Francisco                                     | 986 |
| 4              | 10    | Teatro               | Hospital Doctor Negrín | Express                                                                                | 969 |
| 5              | 70    | Teatro               | El Secadero            |                                                                                        | 984 |
| 6              | 7     | Teatro               | Campus Universitario   |                                                                                        | 982 |
| 7              | 64    | Teatro               | Cono Sur               |                                                                                        | 922 |
| 9              | X11   | Teatro               | La Feria               | Express. Suspendido temporalmente                                                      | -   |
| 10-12          | 17    | Teatro               | Auditorio              |                                                                                        | 938 |
| 13             | 11    | Teatro               | Hospital Doctor Negrín | Por La Feria                                                                           | 932 |
| 13             | L3    | Teatro               | Tamaraceite            | Servicio nocturno                                                                      | 932 |
| 14             | 11    | Teatro               | Hospital Doctor Negrín | Por La Feria                                                                           | 932 |
| 14             | L2    | Teatro               | Santa Catalina         | Servicio nocturno                                                                      | 932 |
| 15-16          | 1     | Teatro               | Puerto                 |                                                                                        | 930 |
| Oficinas       | 91    | Teatro               | Tamaraceite            |                                                                                        | 998 |
| Oficinas       | X91   | Teatro               | Tamaraceite            | Express. Suspendido temporalmente                                                      | 998 |
| Stagno         | 54    | Teatro               | San Juan               |                                                                                        | 976 |
| Stagno         | L1    | Hoya de La Plata     | Puerto                 | Servicio nocturno. Solo en sentido sur                                                 | 1   |
| Rafael Cabrera | 9     | Hoya de La Plata     | Hospital Doctor Negrín | Solo en sentido norte. La parada en sentido sur es en c/ Munguía (494)                 | 523 |
| Rafael Cabrera | 12    | Hoya de La Plata     | Puerto                 | Solo en sentido norte. La parada en sentido sur es en Mercado de Vegueta (895)         | 523 |
| Rafael Cabrera | 25    | Campus Universitario | Auditorio              | Solo de lunes a viernes y en sentido norte. En sentido sur por Avenida Primero de Mayo | 523 |
| Rafael Cabrera | L1    | Hoya de La Plata     | Puerto                 | Servicio nocturno. Solo en sentido norte                                               | 523 |

#### Global[4]
Solo en sentido norte. La parada se ubica en la Avenida Rafael Cabrera.
| Código | Línea | Origen                | Destino              | Trayecto                              |
| ------ | ----- | --------------------- | -------------------- | ------------------------------------- |
| 1082   | 1     | Puerto de Mogán       | Las Palmas de G.C.   | Hacia San Telmo                       |
| 1082   | 4     | Tablero de Maspalomas | Las Palmas de G.C.   | Hacia San Telmo                       |
| 1082   | 5     | Faro de Maspalomas    | Las Palmas de G.C.   | Hacia San Telmo. Por Playa del Inglés |
| 1082   | 8     | El Doctoral           | Las Palmas de G.C.   | Hacia Santa Catalina. Semidirecto     |
| 1082   | 10    | Sardina del Sur       | Las Palmas de G.C.   | Hacia San Telmo                       |
| 1082   | 11    | Agüimes               | Las Palmas de G.C.   | Hacia San Telmo                       |
| 1082   | 12    | Telde                 | Las Palmas de G.C.   | Hacia San Telmo                       |
| 1082   | 15    | Las Remudas           | Las Palmas de G.C.   | Hacia San Telmo                       |
| 1082   | 21    | Agüimes               | Las Palmas de G.C.   | Hacia San Telmo. Semidirecto          |
| 1082   | 23    | Playa de Arinaga      | Las Palmas de G.C.   | Hacia San Telmo. Semidirecto          |
| 1082   | 30    | Faro de Maspalomas    | Las Palmas de G.C.   | Hacia Santa Catalina. Directo         |
| 1082   | 50    | Faro de Maspalomas    | Las Palmas de G.C.   | Hacia San Telmo. Superfaro            |
| 1082   | 55    | Valle de Jinámar      | Las Palmas de G.C.   | Hacia San Telmo                       |
| 1082   | 57    | La Montañeta          | Las Palmas de G.C.   | Hacia San Telmo                       |
| 1082   | 58    | Tafira                | Las Palmas de G.C.   | Hacia San Telmo                       |
| 1082   | 59    | Ramblas de Jinámar    | Las Palmas de G.C.   | Hacia San Telmo                       |
| 1082   | 74    | Eucalipto 2           | Las Palmas de G.C.   | Hacia San Telmo                       |
| 1082   | 75    | Vial costero de Telde | Las Palmas de G.C.   | Hacia San Telmo                       |
| 1082   | 80    | Telde                 | Las Palmas de G.C.   | Hacia Santa Catalina. Directo         |
| 1082   | 91    | Puerto de Mogán       | Las Palmas de G.C.   | Hacia Santa Catalina. Directo         |
| 1082   | 301   | Santa Brígida         | Las Palmas de G.C.   | Hacia Santa Catalina                  |
| 1082   | 302   | Santa Brígida         | Las Palmas de G.C.   | Hacia San Telmo. Por La Calzada       |
| 1082   | 303   | San Mateo             | Las Palmas de G.C.   | Hacia San Telmo                       |
| 1082   | 311   | Santa Brígida         | Las Palmas de G.C.   | Hacia San Telmo                       |
| 1082   | 313   | El Fondillo           | Las Palmas de G.C.   | Hacia San Telmo                       |
| 1082   | 327   | Lomo Blanco           | Las Palmas de G.C.   | Hacia Santa Catalina                  |
| 1082   | 328   | Campus Universitario  | Plaza Manuel Becerra |                                       |

#### MetroGuagua (en construcción)[5]
| << Cabecera      | < Estación | Línea       | Estación > | Cabecera >> |
| ---------------- | ---------- | ----------- | ---------- | ----------- |
| Hoya de la Plata | Vegueta    | MetroGuagua | San Telmo  | Puerto      |